# Смрекар, Хинко
Хинко Смрекар (словен. Hinko Smrekar; 13 июля 1883, Любляна — 1 октября 1942, там же) — словенский художник, иллюстратор и карикатурист. Член  арт-клуба «Весна» (Вена).

## Биография
Смрекар родился 13 июля 1883 года в Любляне. После Люблянского землетрясения 1895 года его семья несколько раз меняла место жительства. Некоторое время жили в Кране, где в 1906 году умер его отец.
Хинко рос одарённым ребёнком и уже в школе начал заниматься рисованием. В 1901 году он поступил на юридический факультет в Инсбруке, но, проучившись четыре семестра, бросил университет. В 1903 году в Вене был основан арт-клуб «Весна», к которому примкнул и Смрекар. Там он познакомился со словенским писателем Иваном Цанкаром и создал некоторые иллюстрации для его книг. В 1905 году он начал работать в люблянском юмористическом журнале Osa. Хинко Смрекар является автором первого на словенском языке издания карт таро, напечатанных в период 1910—1912 годов.
В годы Первой мировой войны он иллюстрировал книгу Martin Krpan z Vrha Франа Левстика. После войны Хинко Смрекар тяжело болел нервным заболеванием. Лечился в 1920—1921 годах в Граце. Затем он снова начал работать и пытался издавать свой собственный юмористический журнал Pikapok. Но в 1927 году умерла его мать и художник остался один. Из-за низких доходов пришлось съехать с прежнего места жительства и потребовалось два года, чтобы построить небольшой домик, где он учил рисованию, зарабатывая тем самым на жизнь.
Во Вторую мировую войну Словения была в конце сентября 1942 года захвачена фашистами. Смрекар был арестован и расстрелян в местечке Gramozna jama (Любляна) 1 октября 1942 года. Был похоронен на городском кладбище Жале.

## Галерея

Некоторые работы
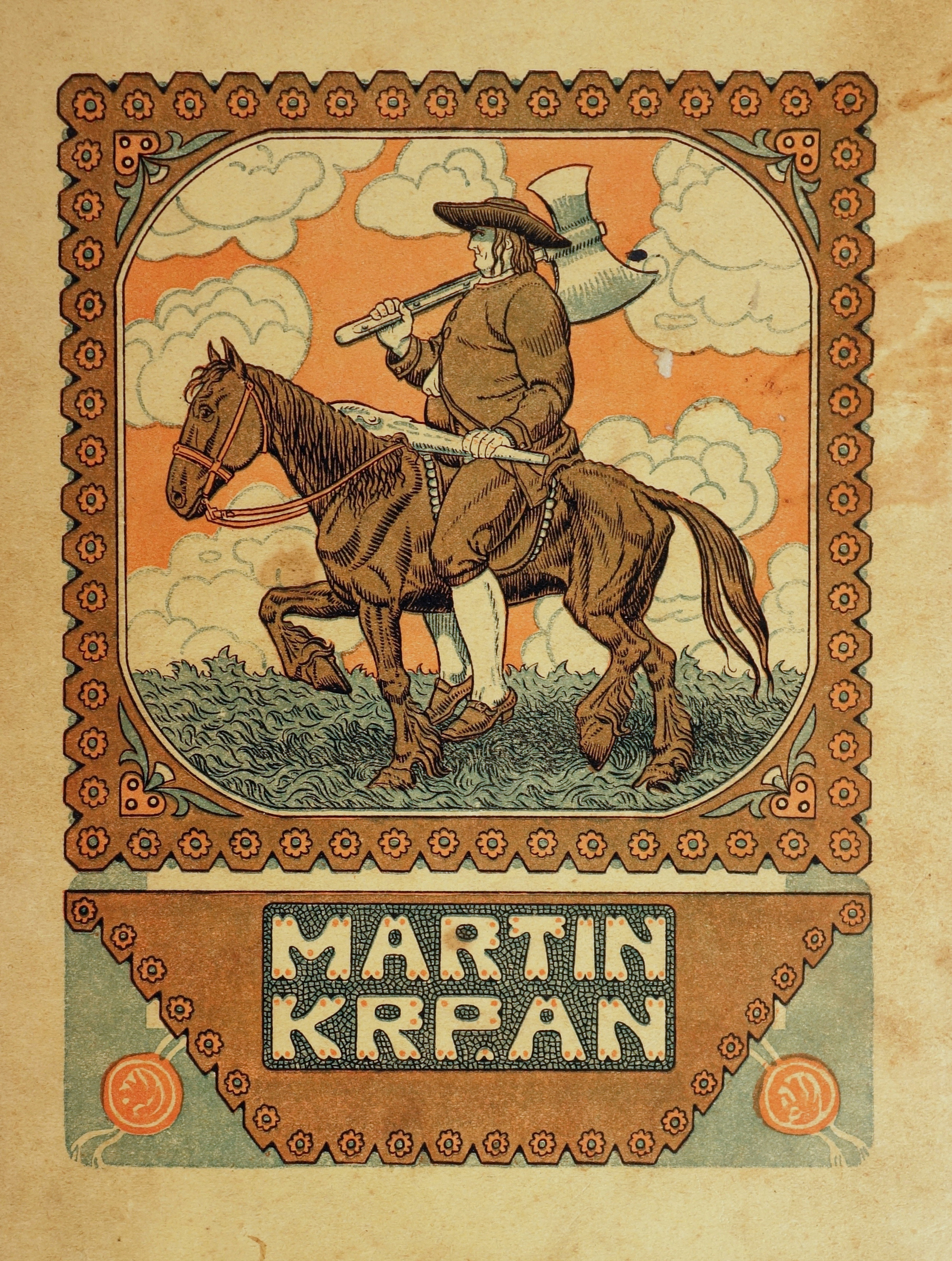
Иллюстрация к книге Martin Krpan z Vrha (1917)
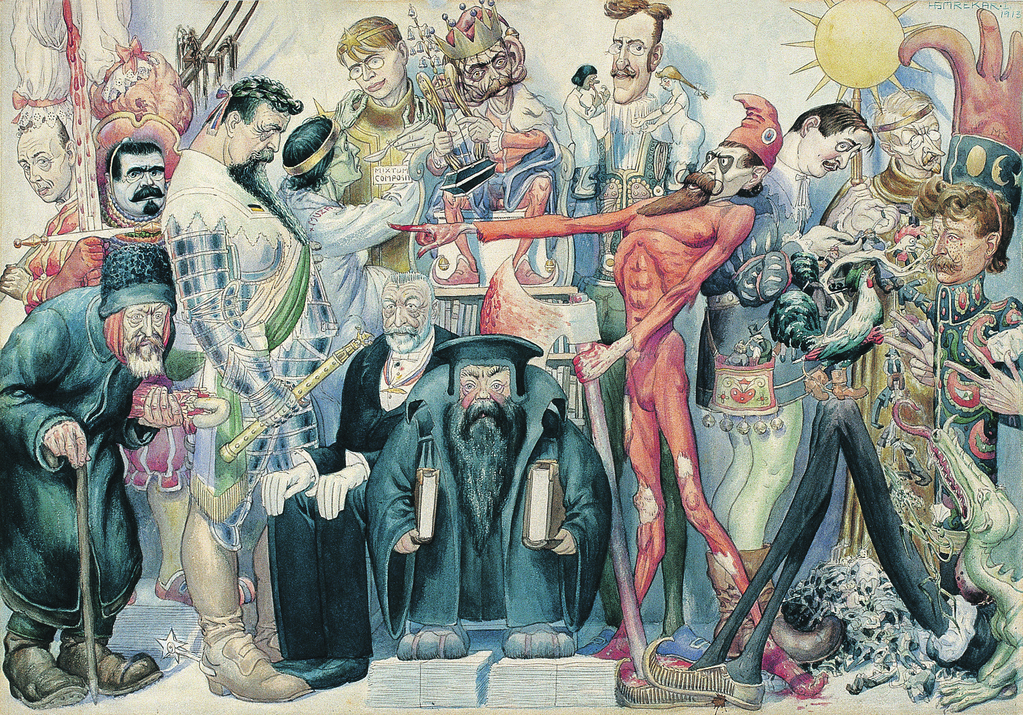
Словенские писатели (1913)
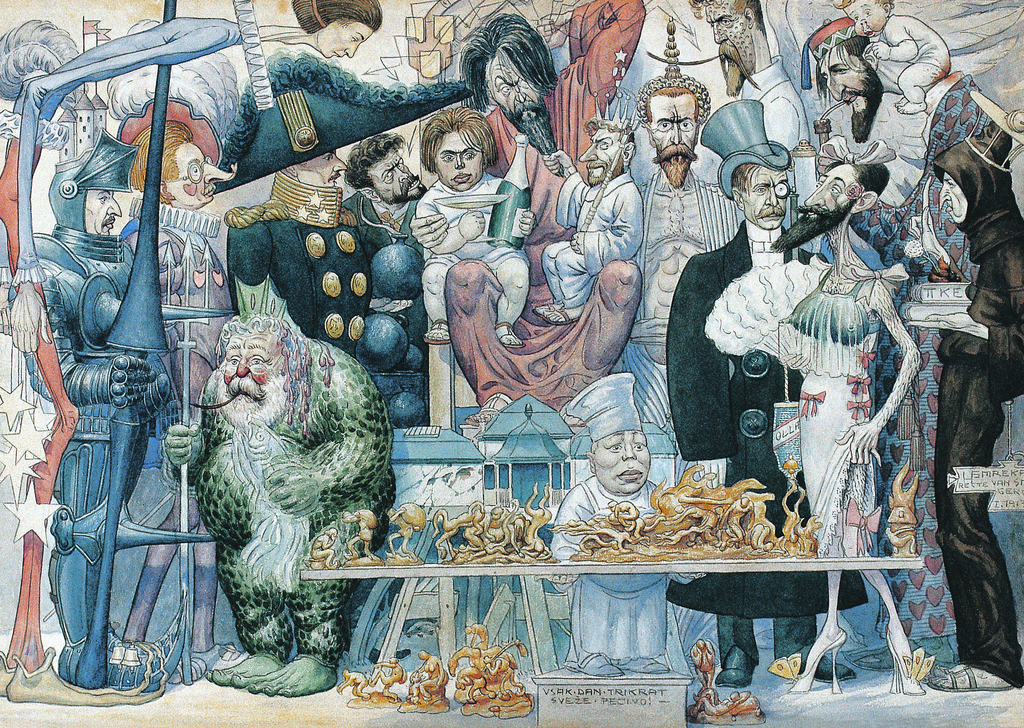
Маскарад словенских артистов (1913)
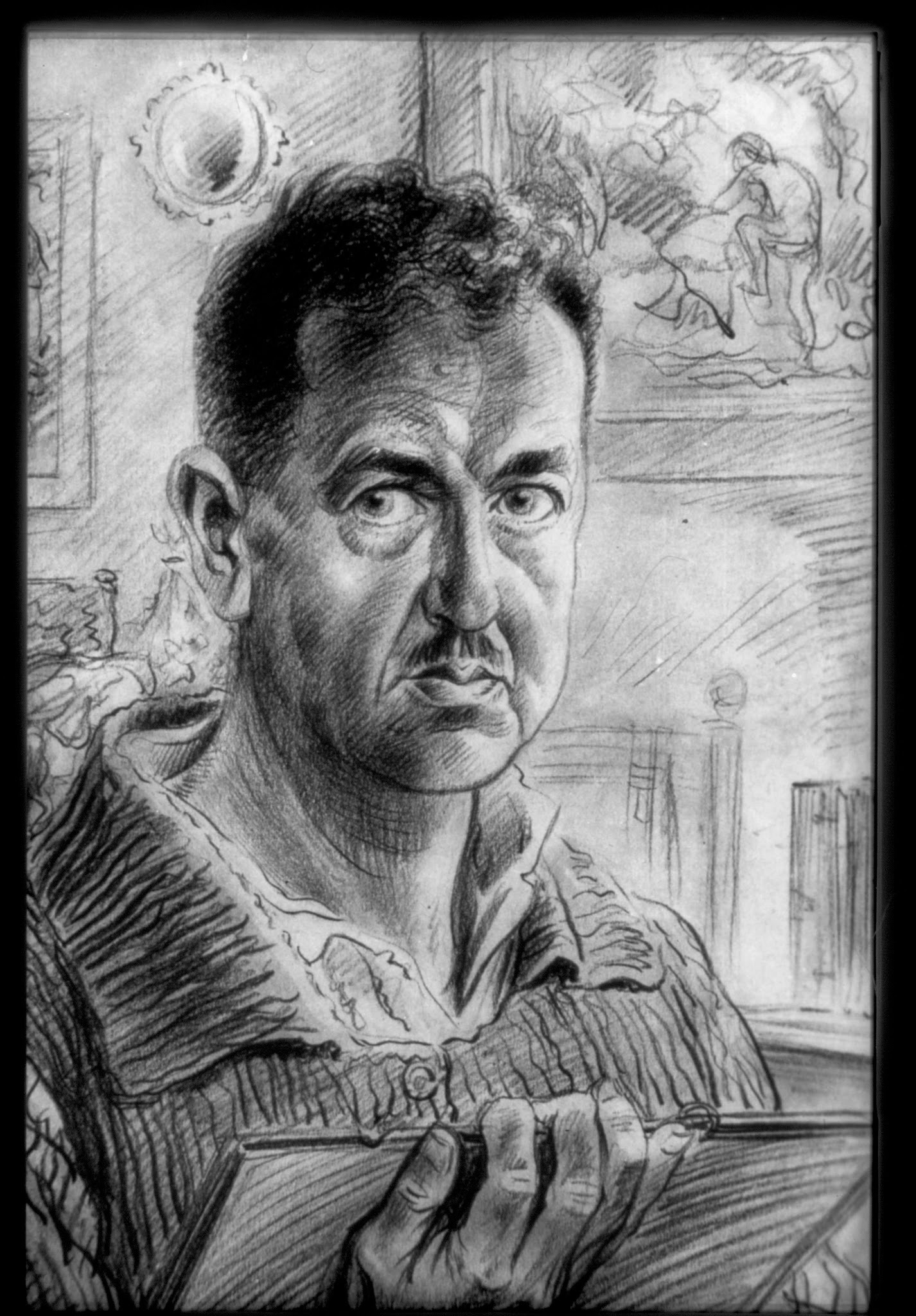
Автопортрет (1942)

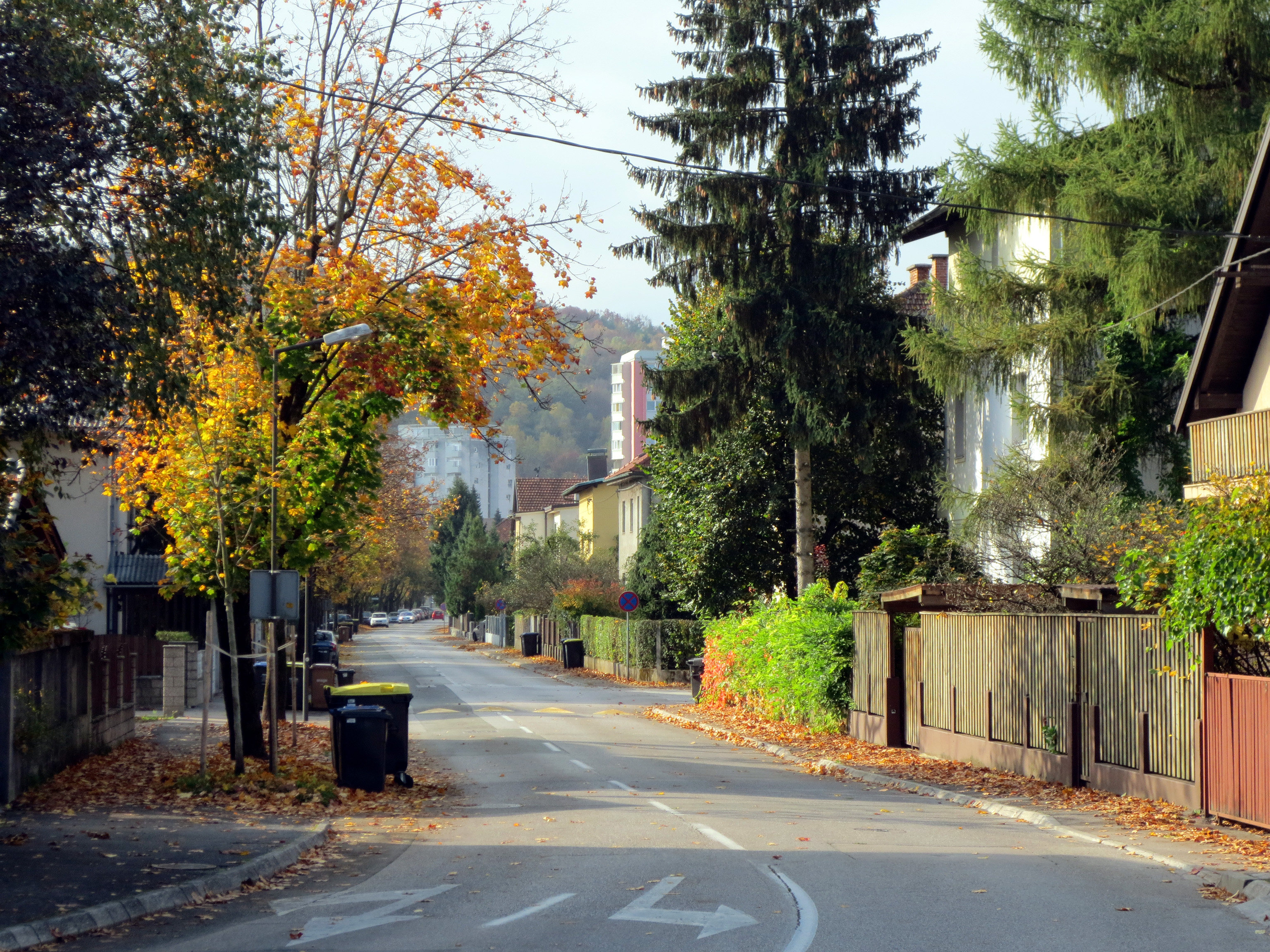
Улица Смрекара (Любляна)